# Вилхелм (Насау-Хилхенбах)
Вилхелм фон Насау-Зиген (на немски: Wilhelm von Nassau-Siegen; * 13 август 1592, Диленбург; † 18 юли 1642, Орсой) е граф на Насау в Хилхенбах.

## Живот
Той е четвъртият син на граф Йохан VII фон Насау-Зиген (1561 – 1623) и първата му съпруга графиня Магдалена фон Валдек (1558 – 1599), дъщеря на граф Филип IV фон Валдек.
Вилхелм следва в Хайделберг и Седан. През 1621 г. в завещанието той получава Хилхенбах, дворец Гинсбург, Ферндорф и други територии. През 1622 г. баща му купува за него водния дворец в Хилхенбах, който е преименуван на него Вилхелмсбург, който става неговата резиденция.
През повечето време Вилхелм е войник в чужбина. Той става през 1617 г. фелдмаршал. През 1629 и 1632 г. той се отличава и става губернатор на Хойзден и Слойс. През 1641 г. при обсадата на Генеп той е тежко ранен в стомаха и след една година умира. Погребан е в Хойзден, Северен Брабант, Нидерландия.

## Фамилия
Вилхелм се жени на 16 януари 1619 г. в Зиген за графиня Кристина фон Ербах (* 5 юни 1596, Ербах; † 6 юли 1646, Кюлемборг), дъщеря на граф Георг III фон Ербах 1548 – 1605) и четвъртата му съпруга графиня Мария фон Барби-Мюлинген (1563 – 1619). Те имат децата:
- Мориц (1621 – 1638)
- Мария Магдалена (1622 – 1647), омъжена на 25 август 1639 г. за граф Филип Дитрих (Валдек) (1614 – 1645), син на граф Волрад IV фон Валдек-Айзенберг
- Ернестина Юлиана (1624 – 1634)
- Елизабет Шарлота (1626 – 1694), омъжена на 29 ноември 1643 г. за княз Георг Фридрих фон Валдек-Айзенберг (1620 – 1692), син на граф Волрад IV фон Валдек-Айзенберг
- Холандина (1628 – 1629)
- Вилхелмина Кристина (1629 – 1700), омъжена на 26 януари 1660 г. за граф Йосиас II фон Валдек-Вилдунген (1636 – 1669), син на граф Филип VII фон Валдек-Вилдунген и внук на граф Кристиан фон Валдек.